# 月球矿物测绘仪
月球矿物测绘仪（Moon Mineralogy Mapper）是一台成像光谱仪，简称“M3”，为美国宇航局捐赠给印度首个探月任务—钱德拉扬1号上的两台仪器之一，2018年10月22日发射升空。

## 描述
| M3       | 性能/单位            |
| -------- | -------------------- |
| 类型     | 成像光谱仪           |
| 光谱范围 | 430 — 3000 纳米      |
| 光谱波段 | 260 （10 纳米/波段） |
| 视场     | 40 公里              |
| 分辨率   | 70 米/像素           |
| 质量     | 8.2 千克             |
| 能耗     | <20 瓦               |
| 尺寸     | 50 × 50 × 50 厘米    |

M3 是一台成像光谱仪，它提供了首幅整个月表高分辨率空间和光谱图，揭示了它的矿物构成。这些信息不仅提供了太阳系早期演化的线索，而且还将引导未来的宇航员去探寻珍贵的矿藏资源。
该仪器是发现计划的一项“机会任务”（一台由美国宇航局设计，安装在另一航天局探测器上的仪器）。
钱德拉扬1号在月球轨道运行了312天，而不是预期的两年，但任务实现了许多预定的目标。M3被用于在低分辨率全球模式下绘制95%以上的月球表面，但在高分辨率目标模式下只占一小部分。在遭受了包括星敏感器故障和热屏蔽不良在内的若干技术问题后，钱德拉扬1号于2009年8月29日凌晨1点30分终止了无线电信号的发送，此后不久，印度空间研究组织正式宣布该任务结束。

## 项目团队

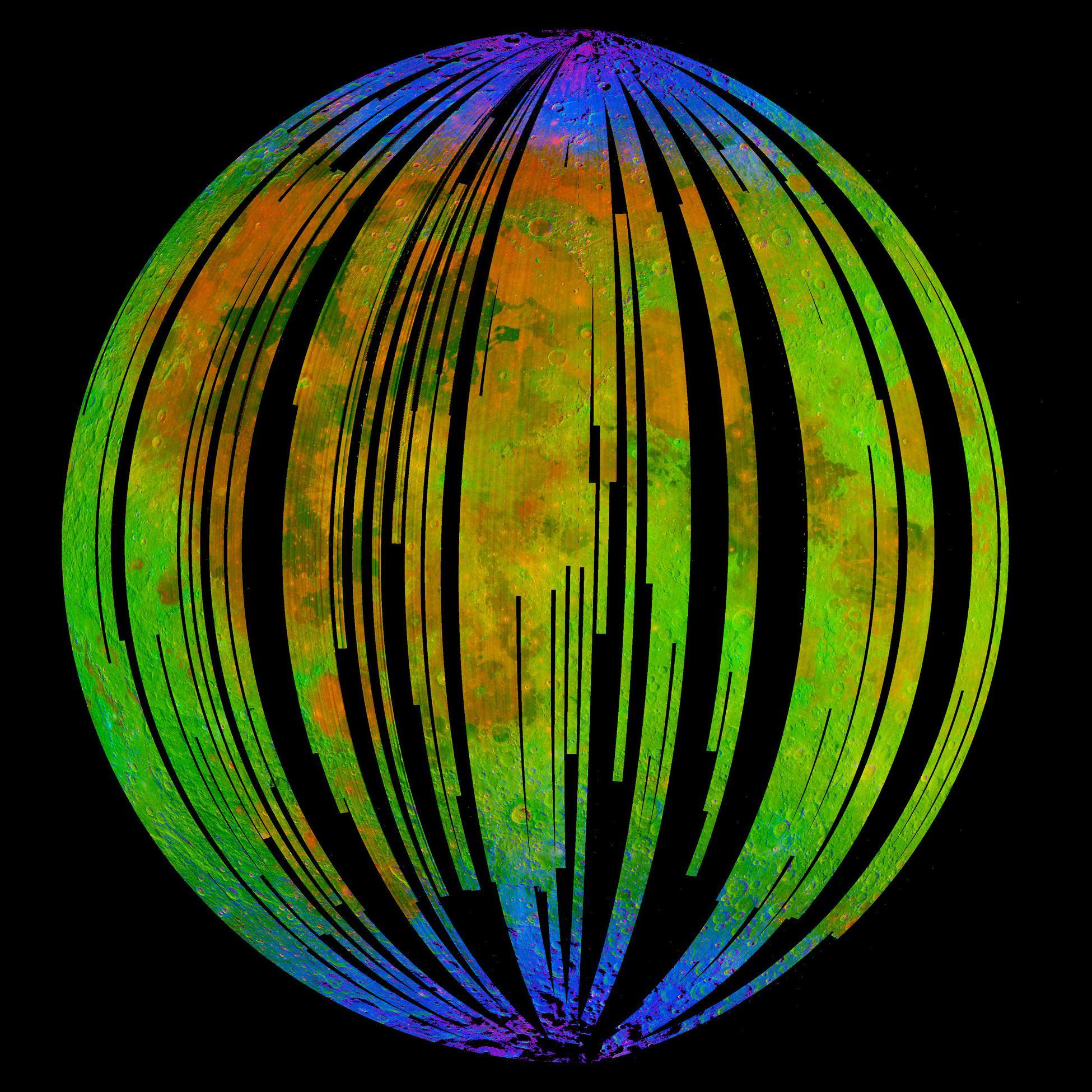
月球矿物测绘仪拍摄的月球拼图。蓝色表示水的特征，绿色表示测量到的表面对太阳红外辐射的反射亮度，红色表示一种被称为辉石的含铁矿物。

- 卡尔· 麦格钦·皮特斯（Carle M. Pieters），布朗大学-首席研究员
- 乔·博德曼（Joe Boardman），分析成像与地球物理有限公司
- 邦妮·布拉（Bonnie Buratt），喷气推进实验室
- 罗杰·克拉克（Roger Clark），美国地质调查局
- 罗伯特·格林（Robert Green），喷气推进实验室
- 吉姆·海德（Jim Head），布朗大学
- 莎拉·伦丁（Sarah Lundeen），喷气推进实验室 - 仪器地面数据系统
- 埃里克·马拉雷特（Erick Malaret）
- 汤姆·麦考德（Tom McCord），夏威夷大学
- 杰克·姆斯塔德（Jack Mustard），布朗大学
- 卡斯·鲁尼恩（Cass Runyon），查尔斯顿学院
- 马特·斯泰德（Matt Staid），行星科学研究所
- 杰西卡·桑雪（Jessica Sunshine），马里兰大学
- 拉里·泰勒（Larry Taylor），田纳西大学
- 斯蒂芬妮·汤普金斯（Stefanie Tompkins），科学应用国际公司
- 帕德玛·瓦拉纳西（Padma Varanasi）,喷气推进实验室 - 任务操控

### 月球上发现的水

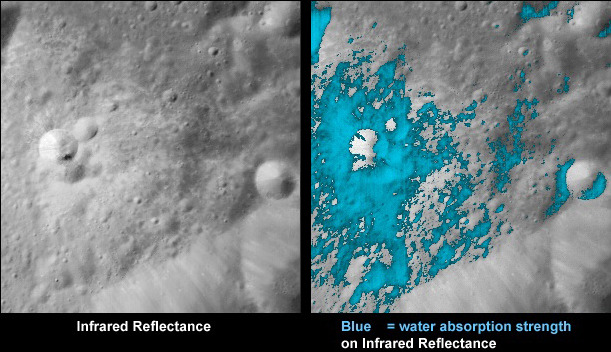
这些图像显示了月球背面一座极年轻陨石坑中的水

2009年9月24日，《科学》杂志报道，钱德拉扬1号上的美国宇航局月球矿物测绘仪（M3）在月球上探测到了水，但2009年9月25日，印度空间研究组织宣布，钱德拉扬1号上的另一台设备-“月球撞击探测器”（MIP）也在撞击前，先于月球矿物测绘仪发现了月球上的水，只是这一发现在美国宇航局确认后才宣布。
月球矿物绘图仪在月表检测到接近2.8-3.0纳米的吸收特征，对于硅酸盐体而言，这种特征通常归因于含OH和/或H2O的材料。在月球上，该特征被视为分布广泛的吸收层，在较冷的高纬度区和数座新的长石质陨坑中表现得最明显。阳光照射下该特征的月球矿物绘图仪数据与中子光谱仪的氢丰度数据通常缺乏相关性，这表明OH和H2O的形成和保留是一个持续的表面过程。OH/H2O的生产过程可能会导致极地冷阱，并使月壤成为人类探索挥发物的候选目标源。
月球矿物测绘仪（M3）是一台成像光谱仪，也是8月29日提前结束任务的钱德拉扬1号上11台仪器之一。月球矿物测绘仪的目的是提供整个月球表面的首幅矿物分布图。
几十年来，月球科学家一直在争论水资源储存的可能性。一份报告说，他们现在越来越“相信这场长达数十年的辩论已经结束”。“事实上，月球各处都有水，不仅被锁在矿物里，而且分散在破碎的地表中，还有可能在很深处的冰块或冰层中”。来自美国宇航局月球勘测轨道飞行器的探测数据也“提供了大量水的迹象”。
对2018年月球矿物测绘仪全套数据的详细分析得出，在70度以上的高纬地区，有多处地表的水冰浓度在2%到30%之间的。但令人惊讶的是，一些所知的“冷阱”，包括月球坑观测和传感卫星失效阶段的撞击点，都未能探测到表面冰。

## 富镁尖晶石岩的发现
沿莫斯科海盆地西侧内环（数个离散区域之一），月球矿物绘图仪发现了一种以镁尖晶石为主的岩石，未检测到辉石或橄榄石的存在（<5%），这种尖晶石的出现难以与目前的月球地壳演化模型相吻合